# Universitas Halu Oleo
Universitas Halu Oleo (także Universitas Haluoleo) – indonezyjska uczelnia publiczna w mieście Kendari (prowincja Celebes Południowo-Wschodni). Została założona w 1981 roku.

## Wydziały
- Fakultas Ekonomi dan Bisnis
- Fakultas Ilmu Budaya
- Fakultas Ilmu Sosial dan Ilmu Politik
- Fakultas Kedokteran
- Fakultas Keguruan dan Ilmu Pendidikan
- Fakultas Perikanan dan Ilmu Kelautan
- Fakultas Pertanian
- Fakultas Teknik
- Fakultas Matematika dan Ilmu Pengetahuan Alam
- Fakultas Ilmu dan Teknologi Kebumian
- Fakultas Teknologi dan Industri Pertanian
- Fakultas Kesehatan Masyarakat
- Kehutanan dan Ilmu Lingkungan
- Farmasi
- Fakultas Ilmu Administrasi
- Pascasarjana
- Program Pendidikan Vokasi

Źródło: .